# 악천후
악천후(惡天候, severe weather)는 궂은 날씨이다. 악천후는 태풍, 홍수와 같은 인간이 막을 수 없는 심각한 자연재해를 일으키고, 항공 사고에도 영향을 주며, 막대한 인적 물적 피해를 입힌다. 악천후 현상의 유형은 위도, 고도, 지형 및 대기 조건에 따라 다르다. 강풍, 우박, 장대비 및 산불은 뇌우, 폭우, 토네이도, 열대성 저기압 및 온대 저기압과 마찬가지로 악천후의 형태 및 영향이다. 지역 및 계절에 따른 악천후 현상에는 눈보라, 얼음폭풍 및 모래폭풍이 포함된다. 